# Глафірівська волость
Глафірівська волость — історична адміністративно-територіальна одиниця Ростовського повіту Катеринославської губернії, потім Ростовського округу Області Війська Донського з центром у містечку Глафіровка.
Станом на 1886 рік складалася з 4 поселень, 3 сільських громад. Населення — 8154 особи (4069 осіб чоловічої статі та 4085 — жіночої), 642 дворових господарства.
|                     | Площа, десятин | У тому числі орної, дес. |
| ------------------- | -------------- | ------------------------ |
| Сільських громад    | 1282           | 755                      |
| Приватної власності | 12275          | 6854                     |
| Іншої власності     | 3815           | 1816                     |
| Загалом             | 17372          | 9425                     |

Поселення волості:
- Глафіровка — містечко при Азовському морі та Єйській затоці за 120 верст від повітового міста, 2200 осіб, 228 дворів, православна церква, лавка, рибний завод. Єйське Укріплення (містечко міщанське) — православна церква, 2 школи, міщанська управа, поштова станція, 6 лавок.
- Ніколаєвка — село при Єйській затоці, 1298 осіб, 188 дворів, лавка.
- Шабельськ (Сазальнік) — містечко при Азовському морі, 1975 осіб, 218 дворів, православна церква, 3 лавки, рибний завод, ренський погріб.